# 329省道 (浙江省)
329省道又称菊寿线，是中国浙江省省道之一，原编号55省道。S329省道路线的起点是丽水市庆元县屏都街道菊水村,与S229省道相接，至庆元县江根乡与福建省寿宁县县道X944相接,故又称菊寿线，是庆元县的重要通道。

## 改建工程
329省道菊水村至松源镇段公路改建工程施工及监理招标已于2012年12月10日进行了公开开标及评标，具体建设时间未定